# Scaptomyza ruficornis
Scaptomyza ruficornis är en tvåvingeart som först beskrevs av Johann Wilhelm Meigen 1838.  Scaptomyza ruficornis ingår i släktet Scaptomyza och familjen daggflugor.
Artens utbredningsområde är Tyskland. Inga underarter finns listade i Catalogue of Life.